# جان هانتر (بازیکن فوتبال)
جان هانتر (انگلیسی: John Hunter; ۶ آوریل ۱۸۷۸ – ۱۲ ژانویهٔ ۱۹۶۶) بازیکن فوتبال در پست مهاجم اهل اسکاتلند بود.

## باشگاهی
از باشگاه‌هایی که در آن بازی کرده‌است می‌توان به باشگاه فوتبال داندی، باشگاه فوتبال آرسنال، باشگاه فوتبال پورتسموث، باشگاه فوتبال لیورپول و باشگاه فوتبال هارت آف میدلوتیان اشاره کرد.

## تیم ملی
وی همچنین در تیم ملی فوتبال اسکاتلند بازی کرده‌است.